# Сенилагакали, Хона
Хона Мбарабилала Сенилангакали (фидж. Jona Baravilala Senilagakali; 8 ноября 1929, Лакемба, Восточный округ — 26 октября 2011, Сува) — фиджийский врач и государственный деятель, премьер-министр Фиджи (2006—2007).

## Биография
Получил медицинское образование.
- 1954—1963 гг. — работал в различных клиниках Фиджи,
- 1964—1968 гг. — в клинике Мельбурна и в Christian Medical College Hospital (Индия),
- 1968—1970 гг. — в больнице Лабаса (Фиджи),
- с 1970-х гг. — лектор Школы медицины Фиджи,
- 1970—1974 и 2005—2007 гг. — Президент медицинской ассоциации Фиджи,
- 1981—1983 гг. — советник посольства в Японии,
- 1983—1986 гг. — генеральный консул в Лос-Анджелесе, представитель Фиджи на Форуме тихоокеанских островов,
- 1986—1988 гг. — постоянный секретарь в канцелярии премьер-министра. В 1988 г. ушел в отставку.

После военного переворота с декабря 2006 г. по январь 2007 г. был премьер-министром переходного правительства Фиджи.
Являлся активным членом методистской церкви Yarawa Фиджи и Ротума, был её проповедником и главным управляющим. В 1990 г. он перевел основные положения своей церкви с английского на фиджийский язык.